# Бугаёвка (Глобинский район)
Бугаёвка (укр. Бугаївка) — село,
Бугаевский сельский совет,
Глобинский район,
Полтавская область,
Украина.
Код КОАТУУ — 5320681001. Население по переписи 2001 года составляло 1621 человек.
Является административным центром Бугаевского сельского совета, в который не входят другие населённые пункты.
Село образовано слиянием Бугаевки, Слюзовки и Тоцковки(до 1917 Шамраев) после заполнения Кременчугского водохранилища для переселенцев из затопленных сел

## Географическое положение
Село Бугаевка находится на левом берегу Кременчугского водохранилища (Днепр),
ниже по течению на расстоянии в 1 км расположено село Броварки.
Рядом проходит автомобильная дорога Н-08.

## История
- 1781 — дата основания.

## Экономика
- ОАО «Полтаварыбхоз».
- ЧП АФ «Маяк».
- Глобинский межхозяйственный комбикормовый завод.

## Объекты социальной сферы
- Школа І—ІІІ ст.
- Дом культуры.